# Krista Siegfrids
Kristin "Krista" Siegfrids (4 de diciembre de 1985) es una cantante Finesa que representó a Finlandia en el Festival de la Canción de Eurovisión 2013 con su canción Marry Me. Nació en  Kaesŏng, al oeste del país. Su lengua materna es el sueco, aunque también habla finés. Siegfrids ha estado estudiando en Vaasa para ser maestra. Tiene tres hermanos.

## Carrera
Siegfrids empezó su carrera con su banda Daisy Jack en 2009. Su primer sencillo fue "Perfect Crime"  publicado en 2011. Logró su primer papel en el musical Play Me (2009 - 2010) en el teatro sueco de Helsinki. Su segundo gran paso en su carrera fue en el musical rock de Muskettisoturit (Los tres mosqueteros, 2011) en el teatro Peacock de Helsinki. También participó en la primera temporada de la versión finesa de La Voz (2011 - 2012) pero fue eliminada en las semifinales.

## Eurovisión 2013
Siegfrids participó en el concurso Uuden Musiikin Kilpailu 2013 ("Concurso de Nueva Música", en español) con la canción "Marry Me", ganando la final celebrada en el Baroona Areena de Espoo con la máxima puntuación, tanto del televoto como del jurado. Como recompensa, representó a Finlandia en el Festival de la Canción de Eurovisión 2013 que se celebró en Malmö, Suecia
En la final de Eurovisión Krista actuó en un cuarto puesto, y finalmente acabó en las votaciones en un 24.º puesto (entre los tres últimos), con tan solo 13 puntos, por delante de España y por detrás de Francia.

## Melodifestivalen 2016
El 30 de noviembre de 2015 se celebró una rueda de prensa en Estocolmo para anunciar los participantes del Melodifestivalen, la preselección sueca para el Festival de Eurovisión. Krista intentará volver al festival, aunque en esta ocasión representando a Suecia. El título de su propuesta es "Faller", cuya primera actuación se produjo en la 2.ª semifinal del certamen, el 13 de febrero de 2016 en la ciudad de Malmö, la cual quedó eliminada a pesar de ser una de las favoritas para ganar la semifinal o clasificarse para el Andra Chansen.

## Melodifestivalen 2017
El 30 de noviembre de 2016 se celebró una rueda de prensa en Estocolmo para anunciar los participantes del Melodifestivalen, la preselección sueca para el Festival de Eurovisión. Krista de nueva cuenta participó en el festival para representar a Suecia en Eurovisión 2017 que se celebró en Kiev, Ucrania después de su sorpresiva eliminación el año anterior.. El título de su propuesta es "Snurra Min Jord", cuya primera actuación se produjo en la 3.ª semifinal del certamen, el 18 de febrero de 2017 en la ciudad de Växjö, la cual quedó eliminada a pesar de ser por segundo año consecutivo una de las favoritas para ganar la semifinal o clasificarse para el Andra Chansen.

## Uuden Musiikin Kilpailu-UMK 2017
El 28 de febrero de 2017 se celebró el programa de elección finés para Eurovisión, este año, el 2017 Krista Siegrids fue la subpresentadora, ella se encargaba de la parte de votaciones, aparte la gala del Uuden Musiikin Kilpailu 2017 (UMK) empezó con la actuación de bienvenida de Krista Siegfrids.

## Discografía

### Álbumes
| Título     | Álbum detalles                                                                                       | Puesto Peak chart |
| Título     | Álbum detalles                                                                                       | FIN               |
| ---------- | --- | ----------------- |
| Ding Dong! | - Estreno: 10 de mayo de 2013 - Discografía: Universal Music Finland - Formato: CD, Digital download | 17                |

### Sencillos
| Año                                                  | Título     | Posición Peak chart | Posición Peak chart | Posición Peak chart | Álbum     |
| Año                                                  | Título     | IRE                 | SWE                 | UK                  | Álbum     |
| ---------------------------------------------------- | ---------- | ------------------- | ------------------- | ------------------- | --------- |
| 2013                                                 | "Marry Me" | 99                  | 49                  | 100                 | Ding Dong |
| 2013                                                 | "Amen!"    | —                   | 99                  | —                   | Ding Dong |
| "—" Nota, posiciones no escritas aún no confirmadas. |            |                     |                     |                     |           |